# Улица Большая Яблоновка
У́лица Больша́я Я́блоновка — улица в Невском районе Санкт-Петербурга. Юридически проходит от Зольной улицы до улицы Ворошилова, фактически выезд на улицу Ворошилова отсутствует.

## История
Название известно с начала XIX века по одноимённой деревне.

## Пересечения
С запада на восток (по увеличению нумерации зданий) Большую Яблоновку пересекают следующие улицы:
- Зольная улица — Большая Яблоновка примыкает к ней;
- Союзный проспект — примыкание;
- улица Ворошилова — Большая Яблоновка примыкает к ней (фактически примыкание отсутствует).

## Транспорт
Ближайшая к Большой Яблоновке станция метро — «Ладожская» 4-й (Правобережной) линии (около 700 м).
Движение наземного общественного транспорта по улице отсутствует.
На расстоянии около 700 м от Большой Яблоновки находится Ладожский вокзал.

## Общественно значимые объекты
- река Оккервиль